# کوتلاس

یکی از نقاشی‌های کوتلاس. کوتلاس در حین مطالعه روزنامه به طعنه می‌گوید:"چه خوب! به نظر می‌آد بازتعریف معیارهای اقتصادی ما رو از تو چاله در می‌آره"

کوتلاس (به اسپانیایی: Cuttlas) که با عنوان El Bueno de Cuttlas (نیکی کوتلاس) نیز شناخته می‌شود، داستان مصوری به زبان اسپانیایی و اثر کالپورنیو است.

## نشر

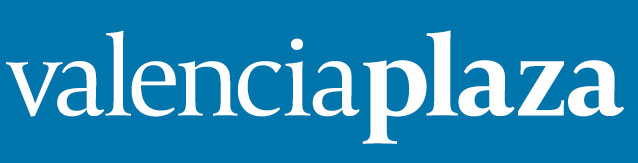
لوگوی سربرگ روزنامه دیجیتال والنسیا پلازا

یوسف یاغوش اولین سری کارتونی با محوریت شخصیت کوتلاس در جُنگی به نام ال‌خاپو (ژاپنی) توسط کالپورنیو به‌سال ۱۹۸۳ منتشر شد. پس از آن شخصیت کوتلاس در روزنامه‌ها و مجلات مختلف ازجمله ماکوکی، ال بیبورا و در ویژه‌نامه‌های کودک و نوجوان ال پائیس همچنین در چند فیلم کوتاه و تبلیغ به نمایش در آمد. در حال حاضر این داستان‌ها در پنج مجلد گردآوری شده‌اند: نیکی کوتلاس در برابر بدی‌ها (۱۹۹۲)، نیکی کوتلاس (۱۹۹۷)، مرد غرب (۱۹۹۹)، تفنگدار مولکولی (۲۰۰۰) و نشانه زمان (۲۰۰۲).
از سال ۲۰۰۴ تا به حال بیش از ۳۰۰ داستان از داستان‌های کوتلاس در یک روزنامه رایگان به نام بئینته مینوتوس (۲۰ دقیقه) در نسخه چاپی یا دیجیتالی نشریافته‌است. کوتلاس از معدود داستان‌های مصوری است که تحت مجوز کرییتیو کامانز منتشر می‌شود.

## شخصیت‌ها
شخصیت‌های کوتلاس از خطوطی ساده‌ شکل گرفته‌اند و به شکلهای بسیار ابتدایی طراحی‌ شده‌اند. از بین تمام شخصیت‌های دنیای کوتلاس مهمترین آن‌ها:

### خوب‌ها
- کوتلاس، شخصیت اصلی داستان. او یک گاوچران است که معمولاً لباس سپید پوشیده و کلاه به سر دارد.
- مابل، همسر کوتلاس. او گیسوانی بافته دارد و اغلب آبی می‌پوشد.
- جیم، گاوچرانی سیه‌چرده. او بهترین دوست کوتلاس است.
- ترئینتا‌ای‌سیته (۳۷)، یک آدم فضایی (شاید یک مریخی) سبز رنگ است. وی برای سخن گفتن تنها از اعداد استفاده می‌کند مگر زمانی که می‌خندد: j4j4j4 (خِکوئاترو خِکوئاترو خِکوئاترو).
- کرافت‌ورک موسیقیدان محبوب کوتلاس.
- خوآن بالا یک مکزیکی تمام عیار. او همه روز را با نشستن در سایه دیوار سپری می‌کند. کوتلاس بیشتر وی را در خلسه‌اش همراهی می‌کند. او هرگز از جای خود جم نمی‌خورد اگرچه فکرش همواره در تکاپوست.
- جاس بارتِندِر.

### بدها
- جک بدکاردشمن اصلی کوتلاس. با گوژ کمی بر پشت و همواره با دو تپانچه غلاف شده در کمر، تن‌پوشی ارغوانی بر تن و کلاه سیلندری سیاه بر سر.
- سرخپوستان تحت رهبری جک. پیوسته در نزاع با کوتلاس هستند و البته در دوران صلح مشغول بزن‌وبکوب و شادی.

## تم اصلی
کوتلاس همواره با نگاهی نیمه‌واقع‌گرایانه و با تکیه بر ابعاد متافیزیکی وجود، روابط انسانی و هنر در مورد دغدغه‌ها و تهوراتش سخن می‌گوید.

## مجموعه تلویزیونی
- کوتلاس میکروفیلمز مجموعه تک‌فصلی شامل ۱۳ اپیزود ۲۵ دقیقه‌ای که از سال ۱۹۹۲ تا ۱۹۹۴ پخش شد و مورد تقدیر ویژه هیئت داوران جشنواره فیلم کن در سال ۱۹۹۳ قرار گرفت.این سریال در کانال پارامونت کمدی نیمه‌شب‌های شنبه و یک‌شنبه به روی آنتن رفت.

### پخش در ایران
کانال یک صدا و سیما در دهه ۱۳۷۰، از ۱۳ قسمت آن، تنها شش قسمت را با سانسور پخش کرد.